# With U (Janet Jackson)
With U è un singolo della cantante statunitense Janet Jackson, pubblicato nel 2006 ed estratto dall'album 20 Y.O.

## Descrizione
Il brano è stato scritto da Janet Jackson, Jermaine Dupri, Manuel Seal Jr., Johntá Austin, James Harris III e Terry Lewis.

## Tracce
- Singolo Digitale USA

1. With U (Radio Edit) – 3:57
2. With U (Instrumental) – 5:02

- 12" (USA)

1. With U (Album Version) – 5:03
2. With U (Instrumental) – 5:02
3. With U (Radio Edit) – 3:57
4. With U (A Cappella) – 4:11